# ФК Оцелул Галаци
Оцелул Галаци (рум. Asociația Suporter Club Oțelul Galați) је румунски фудбалски клуб из Галација, који се тренутно такмичи у Прва лиги Румуније. Клуб је већином у последње две деценије играо у Првој лиги, такође често игра и у европским такмичењима. Прву титулу шампиона Румуније Оцелул је освојио у сезони 2010/11, и тако по први пут обезбедио учешће у Лиги шампиона.
У Прву лигу Оцелул је први пут ушао 1986, а већ 1988. је играо Куп Уефа, где је већ у првој утакмици победио италијански Јувентус са 1-0, али је после реванша у коме је Јувентус славио са 5-0 завршио такмичење.

## Успеси
- Прва лига Румуније:
  - Првак (1) : 2010/11.

- Куп Румуније:
  - Финалиста (1) : 2003/04.

- Суперкуп Румуније:
  - Освајач (1) : 2011.

- Балкански куп:
  - Финалиста (1) : 1991/92.

## ФК Оцелул Галаци у европским тачмичењима
| Сезона   | Такмичење     | Коло        | Земља                                            | Клуб                     | резултат | Домаћин | Гост |
| -------- | ------------- | ----------- | ------------------------------------------------ | ------------------------ | -------- | ------- | ---- |
| 1988/89. | УЕФА куп      | 1. коло     | Италија                                          | Јувентус                 | 1:5      | 1:0     | 0:5  |
| 1997/98. | УЕФА куп      | 1. коло кв. | Словенија                                        | ХИТ Горица               | 4:4      | 4:2     | 0:2  |
| 1998/99. | УЕФА куп      | 1 коло кв.  | Северна Македонија                               | Слога Југомагнат         | 4:1      | 3:0     | 1:1  |
|          |               | 2. коло кв. | Данска                                           | ФК Вејле                 | 0:6      | 0:3     | 0:3  |
| 2004/05. | УЕФА куп      | 1. коло кв. | Албанија                                         | Динамо Тирана            | 8:1      | 4:0     | 4:1  |
|          |               | 2. коло кв. | Социјалистичка Федеративна Република Југославија | Партизан                 | 0:1      | 0:0     | 0:1  |
| 2007.    | Интертото куп | 2. коло     | Босна и Херцеговина                              | Славија Источно Сарајево | 4:0      | 4:0     | 0:0  |
|          |               | 3. коло     | Турска                                           | Трабзонспор              | 4:2      | 2:1     | 2:1  |
| 2007/08. | УЕФА куп      | 2 коло кв   | Бугарска                                         | Локомотива Софија        | 1:3      | 0:0     | 1:3  |
| 2011/12. | Лига шампиона | Група       | Швајцарска                                       | Базел                    |          | 2:3     | 1:2  |
|          |               | Група       | Енглеска                                         | Манчестер јунајтед       |          | 0:2     | 0:2  |
|          |               | Група       | Португалија                                      | Бенфика                  |          | 0:1     | 0:1  |

## Састав екипе у сезони 2010/11
| Бр. |                     | Позиција | Играч               |
| --- | ------------------- | -------- | ------------------- |
| 1   | Румунија            | Г        | Кристијан Бранец    |
| 3   | Румунија            | О        | Корнел Рапа         |
| 5   | Румунија            | О        | Лауренцију Петеан   |
| 7   | Румунија            | О        | Лауренцију Јорга    |
| 8   | Румунија            | С        | Ливију Антал        |
| 9   | Румунија            | С        | Ципријан Милеа      |
| 10  | Румунија            | С        | Габријел Параскив   |
| 11  | Румунија            | Н        | Разван Очироши      |
| 12  | Босна и Херцеговина | Г        | Бранко Граховац     |
| 14  | Румунија            | С        | Силвију Илие        |
| 15  | Нигерија            | Н        | Џон Ибех            |
| 16  | Румунија            | О        | Кристијан Сарги     |
| 17  | Румунија            | С        | Лауренцију Буш      |
| 18  | Румунија            | Н        | Сергију Костин      |
| 19  | Србија              | Н        | Братислав Пуношевац |

| Бр. |                     | Позиција | Играч                 |
| --- | ------------------- | -------- | --------------------- |
| 20  | Румунија            | О        | Самјуел Којок         |
| 21  | Румунија            | Г        | Константин Мишеларику |
| 22  | Румунија            | О        | Габријел Абрахам      |
| 23  | Румунија            | Г        | Адријан Салагеану     |
| 24  | Румунија            | Г        | Јоан Филип            |
| 26  | Румунија            | Г        | Jонуц Њагу            |
| 27  | Румунија            | О        | Маријуш Пена          |
| 29  | Румунија            | С        | Габријел Ђурђу        |
| 30  | Србија              | С        | Милан Перендија       |
| 31  | Босна и Херцеговина | С        | Енес Шиповић          |
| 37  | Аргентина           | Н        | Габријел Виљанти      |
| -   | Румунија            | Н        | Сорин Фрунза          |
| -   | Румунија            | Н        | Александру Бенга      |
| -   | Србија              | Н        | Зоран Љубинковић      |